# Павлович, Страхиня
Страхи́ня Па́влович (серб. Страхиња Павловић; родился 24 мая 2001) — сербский футболист, защитник итальянского клуба «Милан» и сборной Сербии. Участник чемпионата мира 2022 и чемпионата Европы 2024.

## Клубная карьера
Уроженец Шабаца, Страхиня начал футбольную карьеру в молодёжной команде местного клуба «Савациум» в 2007 году. Летом 2015 года стал игроком футбольной академии белградского «Партизана». В сентябре 2018 года подписал свой первый профессиональный контракт с клубом.
23 февраля 2019 года дебютировал в основном составе «Партизана» в матче сербской Суперлиги против клуба «Пролетер Нови-Сад». После этого быстро закрепился в основном составе «Партизана», сыграв ещё 10 матчей в оставшейся части сезона. Также помог команде выиграть Кубок Сербии, в финале которого «Партизан» обыграл своего принципиального соперника, «Црвену Звезду».
6 октября 2019 года забил свой первый гол за «Партизан» в матче сербской Суперлиги против клуба «Вождовац».
В январе 2020 года стал игроком «Монако».
В июне 2022 года перешёл в австрийский клуб «Ред Булл Зальцбург».
31 июля 2024 года перешёл в итальянский клуб «Милан», подписав четырёхлетний контракт.

## Карьера в сборной
Выступал за сборные Сербии до 16, до 17, до 19 лет и до 21 года.
3 сентября 2020 года дебютировал в составе первой сборной Сербии в матче против сборной России.

## Достижения
«Партизан»
- Обладатель Кубка Сербии: 2018/19

«Ред Булл Зальцбург»
- Чемпион Австрии: 2022/23

«Милан»
- Обладатель Суперкубка Италии: 2024